# Ray Arcel
Ray Arcel (Terre Haute, 30 agosto 1899 – New York, 6 marzo 1994) è stato un allenatore di pugilato statunitense.
Arcel è stato capace di svolgere la sua attività per ben un sessantennio, dagli anni venti fino ai primi anni ottanta.
Cresciuto ad Harlem, studiò alla Stuyvesant High School, conseguendo il diploma nel 1917. Negli anni venti Arcel inizia la sua professione, allenando pugili alla Stillman's Gym, che era situata vicino alla vecchia sede del Madison Square Garden, nell'Ottava Strada.
Tra i grandi nomi allenati da Arcel figurarono elementi del calibro di Ezzard Charles, Jim Braddock, Barney Ross, Bob Olin, Tony Zale, Billy Soose, Ceferino Garcia, Lou Brouillard, Teddy Yarosz, Freddie Steele, Jackie Kid Berg, Alfonso Frazier, Abe Goldstein, Frankie Genaro, Sixto Escobar, Charley Phil Rosenberg, Roberto Durán e Larry Holmes.
Intorno al 1950, Arcel entrò in contrasto con Jim Norris e l'International Boxing Club, motivo per il quale si ritirò dall'attività, per rientrarci negli anni settanta, quando prese a seguire Alfonso Frazier e Roberto Duran. Quando quest'ultimo fu sconfitto da Ray Leonard nel novembre 1980, Arcel si dedicò a Larry Holmes, nel preparare l'incontro con Gerry Cooney, che si tenne nel 1982, e vide Holmes vincere alla 12ª ripresa quando l'allenatore di Cooney, Victor Vallie, intervenne di persona a fermare il match, che stava diventando una vera punizione per il suo atleta. Dopo quest'incontro, vittorioso, Arcel si ritirò dall'attività.
Morì a ben 94 anni, il 6 marzo del 1994.